# Waldemar Baszanowski

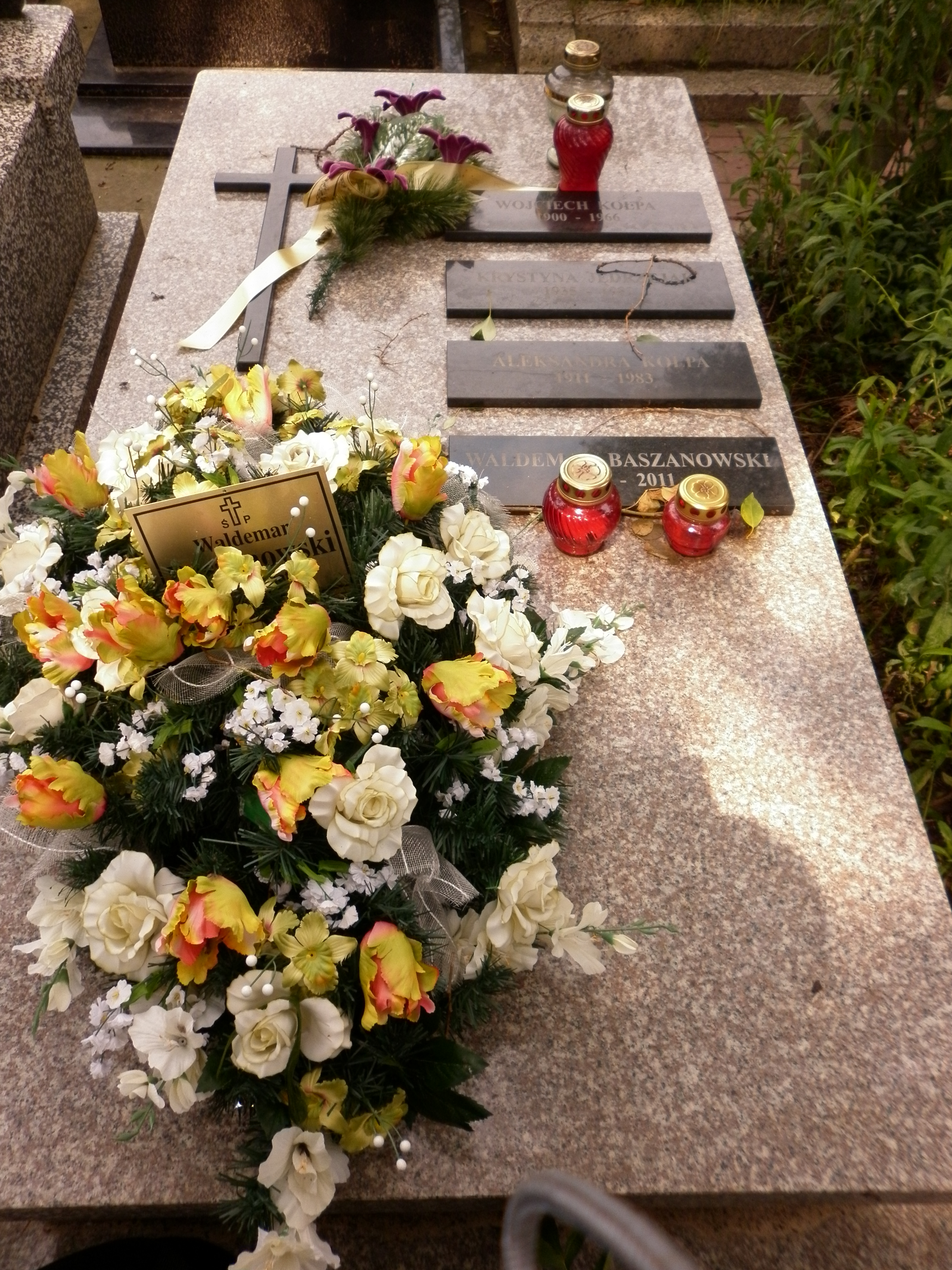
Waldemar Baszanowskis Grab

Waldemar Romuald Baszanowski (* 15. August 1935 in Graudenz; † 29. April 2011 in Warschau) war ein polnischer Gewichtheber.

## Werdegang
Waldemar Baszanowski begann 1956, als er Soldat wurde, mit dem Gewichtheben bei AWF Warschau. Binnen drei Jahren zeigte er Leistungen, die ihn reif für internationale Meisterschaften werden ließen. Neben dem Gewichtheben achtete Waldemar auch auf seine berufliche Ausbildung, deshalb studierte er von 1957 bis 1961 an der Hochschule für Leibesübungen in Warschau und erwarb ein Diplom als Sportlehrer.
Sein erster internationaler Start erfolgte bei den Olympischen Spielen 1960 in Rom, wo er im Leichtgewicht den 5. Platz belegte. Von diesem Zeitpunkt an ging es immer weiter bergauf. Er wurde in seiner langen Karriere zweimal Olympiasieger, dreimal Weltmeister und sechsmal Europameister.
Waldemar Baszanowski war ein sehr eleganter, schlank wirkender Gewichtheber, dessen Stärke die Schnellkraft war. Er wog ca. 70 kg, so dass er problemlos die wenigen Kilos abtrainieren konnte, um im Leichtgewicht (bis 67,5 kg Körpergewicht) starten zu können. Nach den Olympischen Spielen 1972 in München, bei denen es ihm nicht vergönnt war, noch eine Medaille zu gewinnen, beendete er seine aktive Laufbahn. Er hatte 24 Weltrekorde und 61 polnische Rekorde aufgestellt. Er arbeitete in den folgenden Jahren als Sportwissenschaftler und Trainer und wurde 1989 Präsident des Europäischen Gewichtheber-Verbandes.

## Internationale Erfolge
(OS = Olympische Spiele, WM = Weltmeisterschaft, EM = Europameisterschaft, Le = Leichtgewicht, Mi = Mittelgewicht)
- 1960, 5. Platz, OS in Rom, Le, mit 370 kg, hinter Wiktor Buschujew, UdSSR, 397,5 kg, Tan Howe Liang, Singapur, 380 kg, Abdulwahid Aziz, Irak, 380 kg und Marian Zieliński, Polen, 375 kg;
- 1961, 1. Platz, WM + EM in Wien, Le, mit 402,5 kg, vor Sergei Lopatin, UdSSR, 400 kg und Zieliński, 395 kg;
- 1962, 1. Platz, Grand Prix von Moskau, Le, mit 405 kg, vor Wladimir Kaplunow, UdSSR, 400 kg und Mihály Huszka, Ungarn, 367,5 kg;
- 1962, 2. Platz, WM + EM in Budapest, Le, mit 412,5 kg, hinter Kaplunow, 415 kg und vor Zieliński, 405 kg;
- 1963, 2. Platz, WM + EM in Stockholm, Le, mit 410 kg, hinter Zieliński, 417,5 kg und vor Kaplunow, 410 kg;
- 1964, Goldmedaille, OS in Tokio, Le, mit 432,5 kg, vor Kaplunow, 432,5 kg und Zieliński, 420 kg;
- 1965, 1. Platz, EM in Sofia, Le, mit 425 kg, vor Kaplunow, 425 kg und Zdeněk Otáhal, CSSR, 387,5 kg;
- 1965, 1. Platz, WM in Teheran, Le, mit 427,5 kg, vor Zieliński, 425 kg und Kaplunow, 412,5 kg;
- 1966, 1. Platz, Baltic Cup, Mi, mit 447,5 kg, vor Wiktor Kurenzow, UdSSR, 435 kg und Werner Dittrich, DDR, 435 kg;
- 1966, 2. Platz, WM + EM in Berlin, Mi, mit 447,5 kg, hinter Kurenzow, 450 kg und vor Dittrich, 442,5 kg;
- 1968, 1. Platz, EM in Leningrad, Le, mit 425 kg, vor Zieliński, 405 kg und Tilew, Bulgarien, 402,5 kg;
- 1968, Goldmedaille, OS in Mexiko-Stadt, Le, mit 437,5 kg, vor Parviz Jalayer, Iran, 422,5 kg und Zieliński, 420 kg;
- 1969, 1. Platz, WM + EM in Sofia, Le, mit 445 kg, vor Bagócs, Ungarn, 430 kg und Zbigniew Kaczmarek, Polen, 425 kg;
- 1970, 2. Platz, WM in Columbus/USA, Le, mit 437,5 kg, hinter Kaczmarek, 440 kg und vor Dehnavi, Iran, 420 kg;
- 1970, 1. Platz, EM in Szombathely, Le, mit 432,5 kg, vor Bagócs, 427,5 kg und Kaczmarek, 427,5 kg;
- 1971, 2. Platz, Baltic Cup in Lübeck, Mi, mit 440 kg, hinter Leif Jensen, Norwegen, 442,5 kg, vor Uwe Kliche, Deutschland, 430 kg;
- 1971, 1. Platz, EM in Sofia, Le, mit 450 kg, vor Kaczmarek, 435 kg und Máté, Ungarn, 412,5 kg;
- 1971, 2. Platz, WM in Lima, Le, mit 435 kg, hinter Kaczmarek, 437,5 kg und vor Mucharbi Kirschinow, UdSSR, 430 kg;
- 1972, 4. Platz, OS in München, Le, mit 435 kg, hinter Kirschinow, 460 kg, Mladen Kutschew, Bulgarien, 450 kg und Kaczmarek, 437,5 kg.

## Polnische Meisterschaften
- 1958, 3. Platz, Fe, mit 292,5 kg,
- 1959, 2. Platz, Le, mit 330 kg,
- 1960, 2. Platz, Mi, mit 345 kg,
- 1961, 2. Platz, Mi, mit 360 kg,
- 1963, 1. Platz, Le, mit 412,5 kg,
- 1964, 1. Platz, Le, mit 430 kg,
- 1965, 2. Platz, Mi, mit 440 kg,
- 1966, 1. Platz, Mi, mit 430 kg,
- 1967, 1. Platz, Le, mit 420 kg,
- 1968, 1. Platz, Le, mit 425 kg,
- 1969, 1. Platz, Le, mit 420 kg,
- 1970, 1. Platz, Mi, mit 452,5 kg,
- 1971, 2. Platz, Le, mit 447,5 kg.

## Rekorde
Er erzielte insgesamt 24 Weltrekorde und 61 polnische Rekorde.